# Орьоло-Романо
Орьоло-Романо (итал. Oriolo Romano) — коммуна в Италии, располагается в регионе Лацио, подчиняется административному центру Витербо.
Население составляет 3590 человек (на 2006 г.), плотность населения составляет 151,85 чел./км². Занимает площадь 19,23 км². Почтовый индекс — 01010. Телефонный код — 06.
Покровителями коммуны почитаются Пресвятая Богородица (Madonna della Stella), празднование 12 — 16 августа, и святой Георгий, праздник ежегодно празднуется 23 апреля.